# Babbacombe Lee (álbum)
Babbacombe Lee es el séptimo álbum del grupo de folk-rock inglés, Fairport Convención. Publicado en 1971, trata sobre la historia de vida de John "Babbacombe" Lee, un inglés acusado de asesinato quién estuvo condenado a muerte y finalmente fue indultado después de que fallaron tres veces al ponerlo en la horca. 

Después del éxito comercial de su predecesor, Angel Delight , este álbum decepcionó en sus ventas a pesar de que tuvo una buena recepción por parte de la crítica. Tiene su lugar en la historia musical como el primer álbum de ópera rock folk.

## Concepto
Es un álbum de concepto que sigue la historia de vida de John "Babbacombe" Lee. En las canciones se describen los principales acontecimientos de su vida, desde su infancia hasta su condena por asesinato, sentencia de muerte, y el fracaso al llevarla a cabo. Las canciones describen la pobreza de su niñez, su tiempo en la marina real británica y su retiro por invalidez. Después describe cómo Lee llegó a trabajar al servicio de una mujer llamada Keyes. Mientras Lee estaba trabajando, ella fue asesinada, y el término siendo el principal acusado. Lo pusieron como sospechoso, finalmente lo condenaron por el delito y sentenciaron a muerte. Aun así, cuándo las autoridades intentaron colgarlo en la horca fallaron tres veces, resultando en su liberación. Estos acontecimientos son descritos en las canciones, y todas, salvo una de ellas, son originales.
Dave Swarbrick ha explicado que concibió el álbum después de descubrir un archivo de recortes de diarios viejos en una tienda de chatarra.
Este archivo contenía las copias propias de John Lee de los artículos periodísticos y estaba encuadernado por él, firmado y con fecha del 30 de enero de 1908.
Debido a su relativamente completa estructura narrativa, "Babbacombe" Lee ha sido nombrada como una ópera de rock, y debido al estilo musical de la banda en particular, la primera ópera de rock folk.

## Lista de canciones
Canciones escritas por Fairport Convención
La lista de canciones del álbum original reflejan la estructura de la narrativa.

### Lado A
1. "La reflexión de John en su infancia, como conoció a la señorita Keyes, su inquietud y sus luchas con su familia, y finalmente su éxito para unir a la marina." – 6:19
2. "Este era el periodo más feliz de su vida. Todo estaba listo para una carrera hasta que fue atacado por la enfermedad que lo obligó a irse de la marina. Infeliz y obligado volvió a trabajar con ocupaciones menores y finalmente regreso a a trabajar al servicio de la señorita Keyes." – 10:12
3. "La tragedia ahora golpea dura. La imaginación del mundo está atrapada por la brutal insensatez del aparente criminal quién mató a una amable señora" – 3:57

### Lado B
1. "John era difícilmente algo más que un confuso observador en su juicio, y no le dejaron decir más que unas pocas palabras. Las mareas del destino le llevan a la celda donde espera tres tristes semanas  para su última noche sobre la tierra." – 7:32
2. "Cuándo llega no puede dormir, pero cuándo lo hace un extraño y profético sueño viene a él y lo ayuda para aguantar la tensión y el calvario de su próximo día. Intentan en vano tres veces de sacarle la vida." – 13:20

Cada una de las cinco secciones está compuesta de un número de canciones y fragmentos de canciones que no fue listado por separado en el álbum original.

### 2004 Listado de canciones
La publicación más tarde del álbum, abandonó la división original en cinco partes del álbum y lista las canciones como pistas separadas con los créditos al escritor de las letras, como sigue:
1. "The Verdict" (leído por Philip Sterling-Pared)  – 0:28
2. "Little Did I Think" (Dave Swarbrick) – 2:19
3. "I Was Sixteen (Part 1)" (Simon Nicol, Dave Pegg) – 1:29
4. "John My Son" (Nicol, Pegg) – 0:44
5. "I Was Sixteen (Part 2)" (Nicol, Pegg) – 1:17
6. "St Ninian's Isle" (Ronald Cooper) / trompeta (Swarbrick) – 1:14
7. "Sailor's Alphabet" (trad. arr. Un.L. Lloyd) – 5:50
8. "John Lee" (Swarbrick) – 3:04
9. "Newspaper Reading (leído por Un.L. Lloyd) – 0:46
10. "Breakfast in Mayfair" (Nicol) – 3:09
11. "Trial Song" (Swarbrick, Pegg) – 3:55
12. "Cell Song" (Swarbrick) – 3:35
13. "The Time Is Near" (Pegg) – 2:31
14. "Dream Song" (Swarbrick, Pegg) – 5:24
15. "Wake Up John (Hanging Song)" (Swarbrick, Pegg) – 5:25

Dos temas adicionales aparecen en algunos CD publicados luego del 2004:
1. "Farewell to a Poor Man's Son" (Swarbrick)  – 4:55
2. "Breakfast In Mayfair" (Nicol) 3:59

Estos temas fueron grabados en 1974 para el documental de  John Lee producido por BBC 2 narrados por Melvyn Bragg. El programa fue retransmitido el 1 de febrero de 1975 en la BBC 2 como "El Hombre al que no pudieron colgar – John Lee". Los temas fueron tocados por una formación de la banda diferente que en el álbum original, formado después de la salida de Simon Nicol y el regreso del cantante Sandy Denny.

### 2011 "Babbacombe" Lee vive otra vez
En 2011, para celebrar el 40.º aniversario del álbum original, Fairport tocó "Babbacombe" Lee entero en el Cropredy Festival en agosto. El show fue publicado luego como CD y para descarga digital en 2012. Integrantes: Simon Nicol, Dave Pegg, Ric Sanders, Chris Leslie, Gerry Conway.

## Integrantes
- Simon Nicol – cantante, guitarra, dulcimer (12).
- Dave Mattacks – tambores, piano eléctrico (12), armónica (6,7).
- Dave Swarbrick – cantante, viola de arco, mandolina.
- Dave Pegg – cantante, bajo, mandolina.

en el 16 y 17 (sin Simon Nicol):
- Trevor Lucas - guitarra (ritmo).
- Jerry Donahue - guitarra principal.
- Sandy Denny – cantante en "Almuerzo en Mayfair".